# Lawine-effect

Stroom als functie van potentiaalverschil voor een Zenerdiode

Het lawine-effect is in de elektriciteitsleer het verschijnsel dat in een halfgeleider of isolator een zichzelf versterkende elektrische stroom kan optreden. Deze stroom ontstaat doordat in een sterk inwendig elektrisch veld (10 - 40 MV/m) vrije elektronen zodanig versneld worden dat zij bij botsingen met het materiaal andere elektronen vrij maken, die op hun beurt weer hetzelfde lot ondergaan. Er ontstaat een lawine van elektronen.
Zolang het materiaal waarin het lawine-effect plaatsvindt door de ontwikkelde warmte geen veranderingen ondergaat, is het proces omkeerbaar. Daarvan wordt nuttig gebruikgemaakt in halfgeleidercomponenten als lawinediodes, lawinefotodiodes en lawinetransistoren.
In veel gewone halfgeleidercomponenten, zoals diodes en transistoren, echter stelt het lawine-effect een bovengrens aan de werkspanning. Wordt deze bovengrens overschreden, dan wordt door het dan optredende lawine-effect onherstelbare schade aangericht. De werking wordt nog versterkt door de positieve temperatuurcoëfficiënt van het verschijnsel.
Als het lawine-effect optreedt in een vaste isolator, is dat meestal destructief; in een gas vindt het soms nuttige toepassing in bepaalde typen gasontladingsbuizen.